# 庫奧雷韋西湖
庫奧雷韋西湖（芬蘭語：Kuorevesi）是芬蘭中芬蘭區的湖泊，位於曼泰-维尔普拉和耶姆賽两市镇境内。屬於科凱邁基河的一部分，海拔高度98.9米，集水區面積2,027平方公里。

## 外部連結
- Finnish Environment Institute: Lakes in Finland

61°57′56″N 24°42′03″E / 61.96567°N 24.70070°E